# Byumba
Byumba je grad u Ruandi, glavni grad Sjeverne provincije i distrikta Gicumbi. Leži na nadmorskoj visini od 2250 metara, 20 km južno od ugandske granice i 60 km sjeverno od Kigalija.
Godine 1997. u neposrednoj blizini grada osnovano je SOS Dječje selo. Najbliža zračna luka je u Kigaliju.
Godine 2002. Byumba je imala 66.268 stanovnika, čime je bila 6. po veličini grad u Ruandi.

## Vanjske poveznice
- SOS Dječje selo Byumba  Arhivirana inačica izvorne stranice od 18. lipnja 2010. (Wayback Machine) (engl.)(njem.)(šp.)(fr.)